# فیلسهایم
فیلسهایم (به آلمانی: Vilsheim) یک شهر در آلمان است که در بایرن واقع شده‌است.

## خصوصیات
فیلسهایم ۲۱٫۷۰ کیلومترمربع مساحت دارد ۴۶۷ متر بالاتر از سطح دریا واقع شده‌است.